# Gruppetto (landevejscykling)
 For alternative betydninger, se Gruppetto. (Se også artikler, som begynder med Gruppetto)
En gruppetto (italiensk for "lille gruppe") er inden for cykelsport en betegnelse for den gruppe der dannes af de bageste ryttere på hårde etaper. Gruppettoen samarbejder typisk for at overholde tidsgrænsen og dermed undgå diskvalifikation. Ofte vil feltets sprintere hurtigt danne en gruppetto på hårde stigninger.